# Ботир
Ботир (*бл. 452 до н. е. — 377 до н. е./376 до н. е.) — династ Віфінії у 415/416 до н. е.—377/376 до н. е.

## Життєпис
Був сином династа Дідалса. Посів трон близько 415 року до н. е. Спочатку намагався гнучко взаємодіяти з володарями Перської імперії та грецькими колоніями на узбережжі Дарданелл, намагаючись відновити володіння після важкої поразки від військ фракійців Візантія та Халкедону 416 року до н. е.
Разом з тим вимушений був протидіяти амбіціям Фарнабаза, сатрапа Геллеспонтської Фригії, який намагався підкорити віфинів. При цьому спирався на спартанців, ворогів Візантія та Халкедона, членів Афінського морського союзу.
Разом з тим невдовзі Вступив в союз з Халкедоном. Втім під час Пелопоннеська війна, коли у 409—408 роках до н. е. до цих земель рушив Алківіад на чолі афінського війська, Ботир не зважився підтримати халкедонян (союзників Спарти) й видав майно останніх на вимогу афінян. Водночас Ботир уклав союз з Афінами. Втім після поразки афінян віфінський династ надав притулок Алківіаду.
У 400 році до н. е. Ботир вороже зустрів колишніх найманців Кіра Молодшого на чолі із Хирісофом та Ксенофонтом (так званні Десять тисяч)), які намагалися пройти Віфінією. Спочатку Ботиру вдалося завдали поразки аркаденянам, які рушили на допомогу найманцям, але підхід військ на чолі із Ксенофонтом, змусив Ботира відступити.
В подальшому династ діяв спільно з сатрапом Фарнабазом, з яким завдали поразки грекам на чолі із Неоном, але зазнали поразки від основних сил найманців. після цього греки сплюндрували Віфінію, діставши Халкедону.
У 399 році спартанці на чолі із Деркіллідом, що діяв разом з одриським царем Севтом II, вдерлися до Віфінії. Ботир не зміг гідно протидіяти ворогам, сховавшись у горах, а його володіння знову сплюндровано.
Протягом 390—380-х років до н. е. багато зробив задля відновлення господарства населення та посилення власної влади династа. Водночас визнавав владу Ахеменідів. Помер близько 377/376 років до н. е. Йому спадкував онук або син Бас.